# فيليب توماس (لاعب كرة قدم أمريكية)
فيليب توماس (بالإنجليزية: Phillip Thomas)‏ هو لاعب كرة قدم أمريكية أمريكي، ولد في 1 مارس 1989 في بيكرسفيلد في الولايات المتحدة.

## وصلات خارجية
- فيليب توماس على موقع مرجع كرة القدم المحترفة.كوم (الإنجليزية)